# Euphorbia erythrocucullata
Euphorbia erythrocucullata là một loài thực vật có hoa trong họ Đại kích. Loài này được Mangelsdorff mô tả khoa học đầu tiên năm 2005.